# 冠狀疏開
冠狀疏開（日语：／ Korona sokai */?）是日本俚語及互聯網用語，受2020年的新型冠狀病毒疫情影響，日本政府發出緊急事態宣言，當時各大城市確診個案激增，部分人為避免感染，決定離開宣言生效的東京都、大阪府等7個都道府縣，前往人口較少的地區或都會區以外的地方。

## 定義
2020年，新型冠狀病毒席捲全球，日本亦出現眾多確診個案及死亡個案。由於東京、大阪等大都市確診個案激增，有人開始離開都會區，前往其他地方。大眾傳媒及互聯網將這種行為比作戰時的疏開行動，稱之為「冠狀疏開」。各都道府縣知事則呼籲民眾自律，不要這樣做。在疏開者前往的地區及離島，有自治会等組織亦呼籲「自律」，並採取關閉露營地等強制措施，引發外界討論。離島與鄉村地區的行政首長表示專用病床極少，檢測設備不足，若當地爆發疫情將難以妥善治療，希望外地人士身體不適者勿前往，前往者需佩戴口罩，以保護當地居民健康。
X-Locations調查顯示，緊急事態宣言發布後，由首都圈前往長野縣、栃木縣、那須的交通量增加。

## 首都圈近郊二手樓受歡迎
在信心感不確定的樓市，考慮到首都圈近郊沿岸地區人口較少，不少人開始關注當地的二手樓。分析認為，由於居家工作愈發普及，可遠望太平洋工作的第二住宅需求有所增加。受此影響，千葉縣樓市出現增長態勢，不動產公司在2月及4月收到的查詢是此前約4倍。當中南房總市最受歡迎，富津市、館山市、勝浦市、夷隅市等地的樓受歡迎程度亦有增加。這些地區是2019年台風15号及19号的受災地，新型冠狀病毒來襲前，幾乎無人查詢當地的二手樓。